# إتش بي لافكرافت: ضد العالم، ضد الحياة
أتش بي لافكرافت: ضد العالم، ضد الحياة H. P. Lovecraft: Against the World, Against Life- هو
عمل نقد أدبي للمؤلف الفرنسي ميشيل ويلبيك فيما يتعلق بأعمال إتش بي لافكرافت. تمت ترجمة وتقديم النسخة الإنجليزية للسوق الأمريكية والمملكة المتحدة بواسطة دورنا خازني وتضم مقدمة كتبها الروائي الأمريكي ستيفن كينج. يتضمن الكتاب أيضًا في بعض الإصدارات اثنتين من أشهر قصص لافكرافت القصيرة: "نداء كثولو" و"الهامس غي الظلام"

## تقديم
في هذا العمل المنشور مبكرًا (والذي يطلق عليه "روايته الأولى")، يصف ويلبيك اكتشافه لافكرافت عندما كان مراهقًا، وكيف كان مندهشًا كيف كانت كل قصة، كما يصفها، "شريحة مفتوحة من الخوف الصارخ". يصف افتتانه بمناهضة لافكرافت للحداثة، وما يفترض أنه كراهية لافكرافت العميقة للحياة وإنكاره الفلسفي للعالم الحقيقي؛ ويشير ويلبيك إلى أن أعماله لا تتضمن "إشارة واحدة إلى حقيقتين لهما عمومًا أهمية كبيرة: الجنس والمال". إنه يفترض أن لافكرافت هو وجودي أمريكي لا معنى للحياة والموت بالنسبة له. كما يشيد بما يراه رفض لافكرافت للديمقراطية والتقدمية. تمت الإشارة أيضًا إلى تفسير هوليبيك لاهتمامات لافكرافت العنصرية، والذي يتتبعه إلى فترة 24 شهرًا عاش خلالها لافكرافت في مدينة نيويورك المختلطة عنصريًا نسبيًا في عشرينيات القرن الماضي، حيث يقول هوليبيك، تعلم لافكرافت استعادة "العنصرية". إلى جوهرها الأساسي والأعمق: الخوف". ويشير إلى الصورة المتكررة في روايات لافكرافت لمدينة عملاقة وبشعة تعج بالكائنات المرعبة. كان لقبول ويلبيك لفلسفة شوبنهاور تأثير ملحوظ على رد فعله تجاه لافكرافت.